# ヴェルナー・ヤコブ
- ヴェルナー・ヤコプ
- ヴェルナー・ヤーコプ

ヴェルナー・ヤコブ（Werner Jacob, 1938年3月4日 - 2006年5月23日）は、ドイツのオルガン奏者、作曲家。

## 経歴
メンガースゲロイト＝ヘンメルンの出身。1956年からフライブルク音楽大学に進学し、ヴァルター・クラフトにオルガン、フリッツ・ノイマイヤーにチェンバロ、カール・ウーターに指揮法、ヴォルフガング・フォルトナーに作曲をそれぞれ学んだ。
1961年にフライブルクのルーテル教会に音楽家として就職。ニュルンベルクのトリニティ教会のオルガニストに転任し、1967年にニュルンベルク市から文化賞を授与された。1969年から1990年までニュルンベルクの聖セバルドゥス教会の教会音楽の監督兼オルガニストの任に当たり、1976年から1998年までニュルンベルク音楽院でオルガンと教会音楽を講じた。1984年にはニュルンベルク市から文化賞を授与され、1985年から2003年までニュルンベルク国際オルガン週間の芸術監督を務めた。2006年、ニュルンベルクにて長逝。